# 文化殿堂駅
文化殿堂駅（ムナジョンダンえき）は、大韓民国光州広域市東区にある光州都市鉄道1号線の駅である。駅番号は(104)。

## 駅構造
- 島式ホーム1面2線の地下駅。
- 改札口からホームへの階段の踊り場には、1980年5月この駅の周辺で起きた、光州事件（5.18光州民主化運動）についての写真と、事件の経過の説明がついた展示コーナーがある。
- 当駅は錦南路4街駅と共に、大韓民国で初めてホームドアが導入された駅である。

## 駅周辺
当駅から錦南路4街付近までの錦南路地下には1号線開業以前からの地下街が広がり、衣料品や雑貨などをはじめとするさまざまな店舗が出店している。
- 全羅南道旧道庁舎
- 国立アジア文化殿堂
- 東区庁
- 瑞南洞住民センター
- 光州YMCA
- 光州中央図書館
- 光州銀行南部支店
- 光州東部警察署
- 東明洞住民センター

## 歴史
- 2004年4月28日 - 道庁駅として開業。
- 2005年 - 全羅南道の道庁移転後、現駅名に改称。

## 隣の駅
光州交通公社
●1号線
南光州駅 (103) - 文化殿堂駅 (104) - 錦南路4街駅 (105)